# French Pass

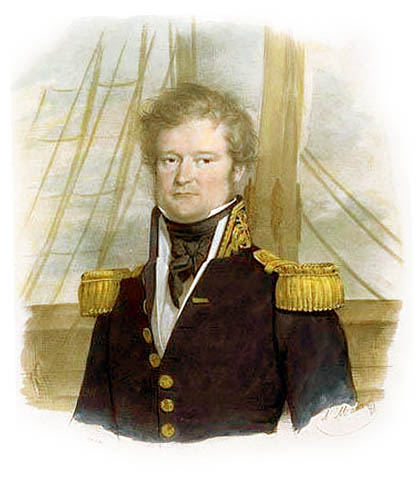
Jules Dumont d’Urville

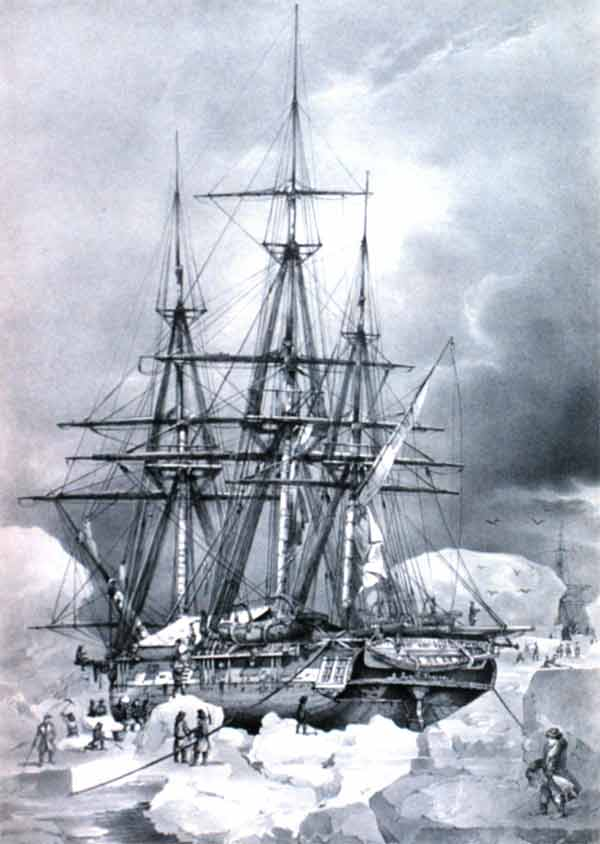
Die Astrolabe

Der French Pass (Maori Te Aumiti) ist eine tückische, schmale Meerenge zwischen der Insel Rangitoto ki te Tonga/D’Urville Island und einer stark zerklüfteten Halbinsel am Nordende der Südinsel Neuseelands. Als French Pass wird ebenfalls die in der Elmslie Bay liegende kleine Ansiedlung bezeichnet, die sich knapp 1 Kilometer südöstlich der Meerenge befindet.

## Geographie
Die Meerenge verläuft zwischen Rangitoto ki te Tonga/D’Urville Island und der Südinsel in nordöstliche Richtung und verbindet dabei über das südwestlich angrenzende Current Basin die Tasmansee mit der östlich der Meerenge liegenden Admiralty Bay, die weiter östlich zur Cook Strait führt. An seiner engsten Stelle misst der French Pass 480 Meter und wird fast in der Mitte liegend von aus dem Wasser ragenden Felsen unterbrochen. Eine 100 Meter breite Fahrrinne hat eine Tiefe von 20 Meter, wogegen östlich und westlich unweit der Meerenge Vertiefungen von 68 Meter und 105 Meter zu finden sind.
Der French Pass hat mit die stärkste Gezeitenströmung Neuseelands, die rund 5 bis 7 Knoten erreichen kann, was einer Durchflussgeschwindigkeit von 2,6 bis 3,6 Meter pro Sekunde entspricht. Um die Meerenge auch bei schlechten Sichtverhältnissen sicher durchqueren zu können, befinden sich beidseitig der Fahrrinne die aus zwei Leuchtfeuern bestehende Anlage French Pass Lighthouse.
Nordöstlich des French Pass liegt die Insel Anatakupu Island.

## Geschichte
In der Tradition einiger Māori-Stämme fand im French Pass das Haustier von Kupe, eine Warzenscharbe (King Shag) namens Te Kawau-a-Toru die letzte Ruhe. Der mythische polynesische Entdecker Kupe entdeckte die Cook Strait mit seinem Kanu. Bei der Erkundung der Cook Strait wurde Kupe von einem riesigen Kraken angegriffen. Während des heftigen Kampfes mit dem Oktopus entstand die heutige Form der Ufer des Sunds. Kupe's Vogel führte ihn zum French Pass und erkundete das Gebiet für Kupe. Te Kawau-a-Toru hatte eine riesige Flügelspannweite und hatte den Ruf, ein heiliger Vogel mit dem „Auge der Ahnen“ zu sein und Einsicht in das Wissen der Vorfahren zu haben. Als er die Meerenge prüfte, ob sie für Kupes Kanu sicher sei, wurde Te Kawau-a-Toru von der Gezeitenströmung erfasst, brach sich einen Flügel und ertrank. Das zerklüftete Riff, das sich an den Kanal anschließt, ist nach diesen Mythen der zu Stein gewordene Vogel Kupes – Te Aumiti a te Kawau-a-Toru (die Strömung, die Toru's Shag verschluckte). Eine nahegelegene Felsspitze, auf der heute der Leuchtturm steht, sind seine versteinerten Knochen.
Die erste nachweisliche Befahrung des Kanals durch einen Europäer erfolgte 1827 durch Jules Dumont d’Urville. Dieser durchquerte die Passage auf deiner zweiten Reise nach Neuseeland mit der Korvette der französischen Marine Astrolabe. Während das Schiff die schmalste Stelle des Kanals ansteuerte, schwenkte das Schiff seitwärts und reagierte nicht mehr auf das Ruder. Das Schiff traf zweimal auf Felsen und wurde dann über das Riff in die Admiralty Bay gespült. Sein Erlebnis führte dazu, dass d’Urville bemerkte, niemand solle die Durchquerung des French Pass versuchen, außer in extremer Notlage.
1888 tauchte ein Rundkopfdelfin in der Straße auf. Für die nächsten 24 Jahre begleitete er auf 8 Kilometer die hindurchfahrenden Schiffe und wurde als Pelorus Jack bekannt. Er war auch der erste Delfin der Welt, der durch ein Gesetz unter Schutz gestellt wurde. Pelorus Jack wurde zuletzt im April 1912 gesichtet. Der Leuchtturmwärter am French Pass berichtete, er habe seinen zerfallenden Körper am Strand gefunden.

## Gezeitenströmung
Nordöstlich des French Pass befindet sich die Cook Strait mit bis zu 2 Meter Tidenhub, auf der gegenüberliegenden Seite die Tasman Bay / Te Tai-o-Aorere mit bis zu 4 Metern. Das kann zu einem bedeutenden Druckgradienten am Pass führen. Dies wird noch verstärkt durch den zeitlichen Versatz der Flut an beiden Seiten. Durchflussgeschwindigkeiten von 5 bis 7 Knoten können erreicht werden.
In den östlich und westlich der Meerenge befindlichen Vertiefungen kann eine starke vertikale Strömung auftreten. Im März 2000 wurde eine Gruppe von Tauchschülern mit ihrem Tauchlehrer durch diese vertikale Strömung bis zu 90 Meter in eines dieser Löcher gezogen. Drei Taucher starben und vier wurden verletzt. Die Untersuchungsergebnisse dieses als French Pass Accident international bekannt gewordenen Vorfalls führten dazu, dass die Tauchausbildungen aller großen international tätigen Tauchorganisationen überarbeitet wurden.